# Fernsehturm Galați
Der Fernsehturm Galați ist ein 150 Meter hoher Fernseh- und Rundfunkturm in der rumänischen Stadt Galați. Der 1978 unweit des Donauufers fertiggestellte Turm verfügt auf 86 Meter Höhe über einen dreigeschossigen, zylindrischen Turmkorb mit einem Drehrestaurant (Perla Dunării, auf Deutsch: Donauperle) für 220 Sitzplätze. Der schlanke Turmschaft verjüngt sich nach oben. In der Turmfußumbauung im Erdgeschoss befindet sich ein weiteres Restaurant.
Neben der Abstrahlung für Rundfunk- und Fernsehprogramme dient der Fernsehturm auch als Wetterwarte. Auf dem Turmkorbdach sowie auf dem Antennenträger aus Stahl befinden sich zahlreiche Parabol- und Richtfunkantennen. Der Fernsehturm Galați ist der höchste öffentlich zugängliche Fernsehturm des Landes und der einzige mit einem Drehrestaurant.